# Born to Touch Your Feelings
Born To Touch Your Feelings è una raccolta della band tedesca Scorpions.
Si tratta della ennesima raccolta pubblicata dalla casa discografica BMG, dopo aver rilevato i diritti della RCA, dove sono incluse solo canzoni risalenti al periodo che va da Fly to the Rainbow del 1974 al Tokyo Tapes del 1978 e cioè il periodo in cui negli Scorpions militava il chitarrista Ulrich Roth. Non sono presenti canzoni dell'album di debutto Lonesome Crow.

## Tracce
1. Steamrock Fever - 3:35
2. Pictured Life - 3:21
3. Robot Man - 2:42
4. Backstage Queen - 3:10
5. Hell Cat - 2:54
6. He's a Woman - She's a Man - 3:14
7. In Trance - 4:44
8. Dark Lady - 3:25
9. The Sails of Charon - 4:24
10. Virgin Killer - 3:41
11. Top of the Bill - 3:25
12. They Need a Million - 4:50
13. Longing For Fire - 2:42
14. Catch Your Train - 3:32
15. Speedy's Coming (live) - 3:37
16. Crying Days - 4:36
17. All Night Long (live) - 3:12
18. This Is My Song - 4:14
19. Sun In My Hand 4:21
20. Born to Touch Your Feelings - 7:00

- Fly to the Rainbow (1974): tracce 12 e 18
- In Trance (1975): tracce 3, 7, 8, 11, 13 e 19
- Virgin Killer (1976): tracce 2, 4, 5, 10, 14 e 16
- Taken by Force (1977): tracce 1, 6, 9 e 20
- Tokyo Tapes (1978): tracce 15 e 17